# 滝沢七郎

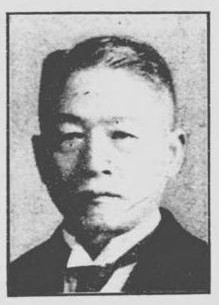
滝沢七郎

滝沢 七郎（瀧澤、たきざわ しちろう、1878年（明治11年）1月2日 - 1963年（昭和38年）1月11日）は、明治時代後期から昭和時代の政治家。実業家。衆議院議員。

## 経歴
滝沢忠三郎の長男として、長野県小県郡上田町（現上田市）に生まれる。1921年（大正10年）家督を相続する。1897年（明治30年）長野県小県蚕業学校卒業。
陸軍に入り、三等主計に進む。蚕業に従事し、1897年（明治30年）には弟の徳太郎とともに蚕種、蚕具販売店を開き、雑誌『蚕友』を発刊した。ほか、長野県蚕種検査員、上田蚕業講習所所長、上田新聞社取締役を歴任した。
1911年（明治44年）家業を整理し上京し、1926年（大正15年）本所区会議員、東京市会議員、同参事会員、東京鋳物工業組合、日本鋳物工業組合各連合会理事長、可鍛鋳鉄滝沢工業取締役社長、東京鋳物研究所各理事長、日本鋳物工業会長、日本可鍛鋳鉄工業会理事長を歴任した。
1937年（昭和12年）4月の第20回衆議院議員総選挙では東京府第4区から出馬し当選。つづく第21回総選挙でも当選し衆議院議員を2期務めた。在任中は翼賛政治会政調商工、内閣兼務委員を務めた。戦後、公職追放となった。のち大東信用金庫を設立し理事長となった。

## 著作
- 編『有徳遺稿』明文堂、1935年。
- 『東京市電は救はれざるか : 経営の行詰と其原因』須田町、1935年。
- 『オリムピツクを観る』健康之友社、1936年。
- 『ノモンハンの戰蹟を視察して』体験ノ日本社、1940年。
- 『皇軍を慰問して』東京鋳物工業組合、1942年。
- 『藍綬褒章滝沢七郎』滝沢工業、1957年。
- 『日暮硯 : 恩田杢』明徳出版社、1957年。

## 伝記
- 小林正雄 著『滝沢七郎 : 江東の大平民』雨田書林、1951年。